# チコマート

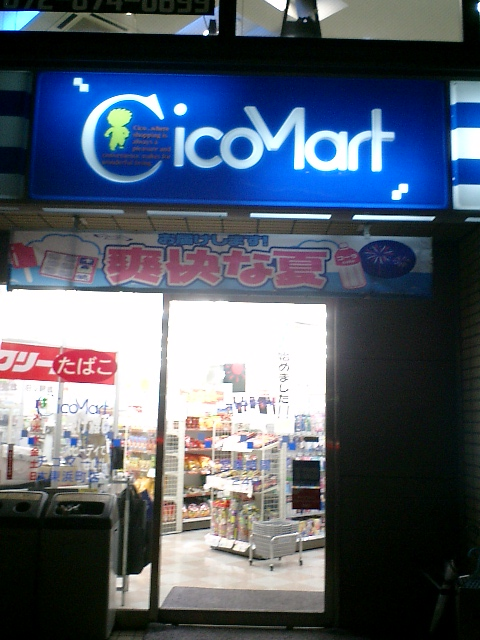
チコマート店舗例（大阪府・大東浜町店）

チコマート（CICO MART CO., LTD.）は、コンビニエンスストア：Cico Martとショップアンドライフ、スーパーマーケット：Cico、レストラン：TOP RUNなどの運営をしていた企業である。

## 概要
1983年に伊藤忠燃料（現・伊藤忠エネクス）の事業部として誕生し、ミニスーパーチェーンとしてスタートした。その後、1998年分社化した。店舗は1995年頃の約200店舗をピークに減少し、2002年には100店舗を割った。その後2005年10月に倒産した。2018年現在も個人経営に転換し「チコマート」の屋号で営業している店舗は少なからず残っている。

## 沿革
- 1983年（昭和58年）10月 - 大分県の大分食品協同組合より大分SGチェーン24店舗を買収し、伊藤忠燃料内に事業部を発足[3][4]。
- 1984年（昭和59年）5月 - 大阪市生野区に1号店を開店し大阪地区に出店開始[3]。
  - 9月 - 群馬県にて既存のミニスーパーを買収し、一挙に29店舗を開店[5][6]。
- 1993年（平成5年）- 首都圏の直営店の運営会社として東京チコマート株式会社を設立。12月にスーパー「チコマート立花店」を開店し、首都圏に出店開始[7]。
- 1995年（平成7年）
  - 橘高倒産に伴いKマートの大阪の店舗の一部を継承[8]。
  - 12月 - コンビニ「チコマート井土ケ谷店」を開店し、首都圏にコンビニ出店開始[9]。
- 1998年（平成10年）4月1日 - 「チコマート」事業を伊藤忠燃料より分社化、株式会社チコマートを設立[1][10]。
- 1999年（平成11年） - 株式会社ショップアンドライフを買収し子会社化。
- 2001年（平成13年）11月 - 伊藤忠エネクスが、保有するチコマートの株式をキョウデンの関連会社である株式会社クラフトへ売却[10][11]。2000年3月期と2001年3月期の売上高はそれぞれ149億円, 162億円、最終損益はそれぞれ7400万円, 2700万円の赤字であった[12]。その後、クラフトが当社株式をキョウデンに譲渡、同社の傘下となる。
- 2002年（平成14年）
  - 3月 - キョウデンがチコマートを連結子会社化[13]。
  - 3月1日- チコマートと九九プラスが商品調達を一本化[14]。
- 2003年（平成15年）
  - 4月 - マネジメント・バイ・アウト（MBO）により独立し、キョウデングループから離脱。のちに社長となる十枝利樹は、独立して自分で店舗設計がしたいとキョウデン会長の橋下浩に訴え、キョウデンの買収額（約3000万円）の2倍でチコマートを買い取った[15]。チコマートの業績は順調であったが[15]、2002年3月期にキョウデンは連結最終損益が初の赤字に転落していた[16]。
  - 6月16日 - チコマート日本橋本町店を千円ヘアカット「C'sカット」一号店に業態転換し、理髪事業に参入。不採算のフランチャイズ加盟店を業態転換する際には、本部が物件を借り上げて直営店にするとした[17]。
  - 7月 - 直営店の大東浜町店でクリーニングの取り次ぎサービスを始める。シー・ヴイ・エス・ベイエリアの子会社に業務を委託した[18]。
  - 10月 - ハナマサから株式会社太公を買収し子会社化。焼肉店事業に参入する[19]。
- 2004年（平成16年）3月 - 全日本食品グループに加盟。全日食は子会社のボランタリー・マーチャンダイジング・ネットワークを通じてチコマートに商品を供給し、チコマートは公共料金支払い代行などのノウハウを既存加盟店に移植することを狙った[20][21]。
- 2005年（平成17年）10月 - 倒産。

## 店舗数
| 1985年3月  | 33店  |
| 1990年3月  | 134店 |
| 1992年3月  | 136店 |
| 1993年3月  | 151店 |
| 1994年     | 176店 |
| 1995年10月 | 205店 |
| 1997年6月  | 196店 |
| 1998年     | 181店 |
| 1999年     | 193店 |
| 2000年     | 174店 |
| 2001年     | 102店 |
| 2002年     | 90店  |
| 2003年     | 85店  |

## 主な子会社
- 東京チコマート株式会社
- 関西チコマート株式会社 -2002年6月のキョウデングループ傘下時代、同じく同グループ傘下で「SHOP99」を運営する株式会社九九プラスが買収し同社の傘下に入る。その後社名を株式会社九九プラス関西に変更[22]。
- 株式会社ショップアンドライフ
- 株式会社太公